# Osorkon Ier
Pour les articles homonymes, voir Osorkon.
Osorkon Ier est le deuxième roi de la XXIIe dynastie, régnant vers 922 à 887 AEC,. Il est le fils du roi Sheshonq Ier et de Karoma Ire et le père du roi Takélot Ier. Manéthon lui compte quinze ans de règne, dans ses Ægyptiaca, mais il s'agit sûrement d'une erreur, car les spécialistes lui donnent plutôt trente-cinq ans de règne.

## Généalogie
Osorkon Ier est le fils du roi Sheshonq Ier et de Karoma Ire.
Osorkon Ier a au moins deux épouses et peut-être une troisième, mais cela est incertain :
- Maâtkarê[4], fille de Psousennès II, dernier roi de la XXIe dynastie, avec qui il a :
  - Sheshonq, grand prêtre d'Amon à Thèbes après son oncle Ioupout[4],
- Tashedkhonsou, avec qui il a :
  - son successeur, le roi Takélot Ier[4],
  - Iouwelot, grand prêtre d'Amon à Thèbes après son frère Sheshonq[4],
  - Nesbanebdjed III, grand prêtre d'Amon à Thèbes après son frère Sheshonq[4],
- peut-être une certaine Shepensopdet, avec qui il aurait eu :
  - un certain Osorkon.

Osorkon Ier est également le père de :
- Djedptahiouefânkh, prince connu par une stèle de donation d'Héliopolis[4],
- Sathorkhenem, princesse ayant intégré l'élite thébaine[4].

Il est également possible qu'il soit lié à l'un de ses successeurs Sheshonq II et Sheshonq IIb.

## Règne

### Politique intérieure
Osorkon Ier succède à son père Sheshonq Ier vers 922 AEC, pour un règne d'environ trente-cinq ans. Le roi poursuit la politique initiée par son père d'apanage des principales fonctions clés à des fils royaux avec peut-être une petite entorse avec un certain Osorkon qui serait grand prêtre d'Héryshef à la suite de son père Nimlot et donc un petit-fils du roi Sheshonq Ier, mais peut-être est-il devenu grand-prêtre pendant le règne de son grand-père. Un texte daté d'Osorkon Ier et retrouvé à Bubastis précise bien ce fonctionnement où lorsque le détendeur d'une des principales fonctions du pays meurt, le roi (Osorkon et ses successeurs) doit alors le remplacer par l'un de ses propres fils. La famille d'Osorkon étant moins bien connu que celle de son père ou celle de son petit-fils Osorkon II, l'évaluation de la mise en pratique d'une telle politique est difficile. Toujours est-il que le fils qu'il a eu avec la reine Maâtkarê, fille de Psousennès II, nommé Sheshonq comme son grand-père, devient grand prêtre d'Amon à la suite de son oncle Ioupout.

### Activité constructrice

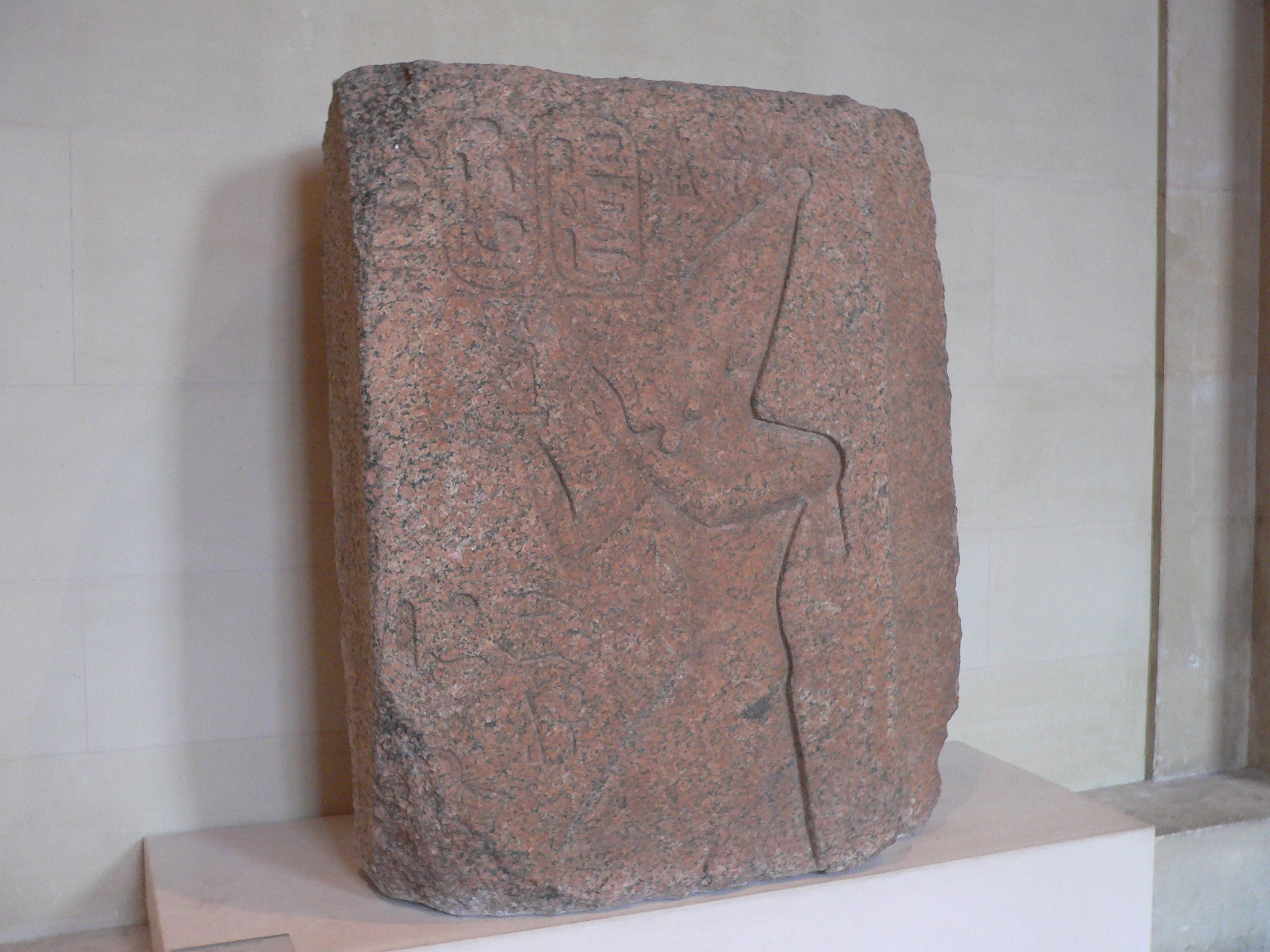
Bas-relief représentant Osorkon Ier, provenant du grand temple de Bastet, à Bubastis.

Le roi est bien attesté à travers l'Égypte : à Bubastis, il construisit une cour et une colonnade hathorique en granit dans le temple de Bastet ainsi que peut-être un petit temple dédié à Atoum ; à Tanis, son nom est lié à son mobilier funéraire dans la nécropole royale ; à Tell el-Yahoudieh, une statuette en bronze du roi a été retrouvée ; à Memphis, un linteau représentant le roi et deux notables locaux devant Isis et Horus a été retrouvé ; à Atfieh, un relief montre le roi allaité par Isis ; à El Hibeh, il termine la construction du temple d'Amon commencé par son père ; à Abydos ont été trouvés des vases votifs à son nom ; enfin à Thèbes, il continue la cour commencée par son père dans le temple d'Amon mais ne fait pas terminer les reliefs pour une raison inconnue.
Il semble, selon des stèles de donations, être l'auteur d'importantes donations d'or et d'argent sous forme de vaisselles (5 010 deben d'or et 30 720 deben d'argent) et de statues (15 345 deben d'or et 14 150 deben d'argent) aux temples de Rê-Atoum à Héliopolis, de Thot à Hermopolis et d'Amon à Thèbes. La valeur réelle du deben pour cette période n'étant pas assurée et les quantités très importantes de métaux ne permettent pas de s'assurer de la réalité de ces dons : peut-être le roi a fait passer la quantité de métaux précieux possédée par les temples pour des donations.

### Politique étrangère
L'activité internationale du roi est mal connue. Un buste du roi trouvé à Byblos et portant une dédicace du roi Elibaal serait un cadeau diplomatique du roi égyptien pour son homologue levantin. La Bible mentionne également qu'un général Koushite nommé Zerah (inconnu par ailleurs) aurait mené une expédition égyptienne contre le royaume de Juda où régnait alors Asa. Si la réalité de l'évènement tel que décrit dans la Bible est loin d'être assurée, le texte étant bien plus tardif que le règne d'Osorkon Ier, la réalité d'une intervention de ce dernier au Levant est possible, dans le but de maintenir les acquis obtenus par son père Sheshonq Ier.

### Succession
La succession du roi n'est pas claire. En effet, entre Osorkon Ier et son petit-fils Osorkon II, trois règnes sont attestés mais dans un ordre chronologique incertain : son fils Takélot Ier et les obscurs rois Sheshonq II et Sheshonq IIb. De plus, selon Manéthon, trois rois ont régné entre Osorkon Ier et Takélot Ier, donc un troisième roi est peut-être encore à découvrir.

## Iconographie
Son buste retrouvé à Byblos est une représentation fidèle à la description physique des membres de la tribu des Mâchaouach, à savoir de « longs cheveux avec des mèches latérales plus longues sur le devant, tressés et perlés, soigneusement séparés des deux côtés de leurs tempes ».